# Myrteola nummularia
Myrteola nummularia är en myrtenväxtart som först beskrevs av Jean-Baptiste de Lamarck, och fick sitt nu gällande namn av Otto Karl Berg. Myrteola nummularia ingår i släktet Myrteola och familjen myrtenväxter. Inga underarter finns listade i Catalogue of Life.